# Michael Erici Kolmodin
Michael Erici Kolmodin, född 1597 i Kolmod, Arbrå socken, död 8 mars 1677 i Simtuna socken, var en svensk präst och riksdagsman, en av stamfäderna för släkten Kolmodin.

## Biografi
Michael Erici Kolmodin var son till häradsfogden Eric Jonsson och hans hustru Gertrud. Han gick i skola i Enköping och sedan i Strängnäs, för att 1619 inskrivas vid Uppsala universitet. Under studieåren var han informator för riksrådet Brahes son. Sedan han disputerat för Jonas Magni Wexionensis och Martinus Gestrinius blev han magister 1625, varpå han disputerade för Olaus Laurelius. 
Därefter var han notarie i konsistoriet och vid universitet, innan han prästvigdes 1628. Han verkade då i Enköpings skola, från 1633 som dess rektor, tills han 1641 blev kyrkoherde i Simtuna socken. År 1657 blev han kontraktsprost. Kolmodin var riksdagsman 1644, 1654, riksdagen i Göteborg 1660 och riksdagen i Stockholm 1660.
År 1635 gifte sig Kolmodin med Christina Emporagria, dotter till Nicolaus Erici Emporagrius av prästslekten Emporagrius och släkt med Erik Gabrielsson Emporagrius. Av deras många barn stannade nästan alla i prästeståndet. Deras son superintendenten Israel Kolmodin blev känd som författare av Den blomstertid nu kommer. Dottern Anna Kolmodina var gift med kyrkoherden och riksdagsmannen Jacob Martini Waldius.